# Euro Hockey League 2009-2010
Navigation
2008-2009 2010-2011
L’Euro Hockey League 2009-2010 est la 3e édition de l'Euro Hockey League. Elle oppose les 24 meilleures équipes européennes.

## Déroulement du Tournoi
La compétition se déroule en deux phases. Lors de la première phase, les vingt quatre équipes participantes sont réparties dans huit groupes. Les deux premières sont qualifiées pour les 1/8 de finale (KO 16).
- Une Victoire rapporte 5 points
- Un Nul 2 points
- Une défaite par moins de 2 Buts d'écart 1 point
- Une défaite par plus de 2 Buts d'écart 0 point

À partir des huitièmes de finale, la compétition devient une compétition à élimination directe.

## Équipes
Pour la Saison 2009/2010
Les équipes dont le pays est placé dans les places 1 à 4 du classement peuvent engager 3 équipes:
- Pays-Bas : HC Bloemendaal, Amsterdam H&BC et HC Rotterdam
- Allemagne : Der club an der Alster, UHC Hambourg et Rot-Weiss Köln
- Angleterre : Reading HC, East Grinstead HC et Beeston HC
- Espagne : Atletic Terrassa, RC Polo de Barcelona et Club Egara

Ceux dont le pays est classé dans les places 5 à 8 peuvent engager 2 équipes :
- Belgique : KHC Leuven et Waterloo Ducks HC
- Pologne : Grunwald Poznań et KS AZS AWF Poznań
- Irlande : Glenanne et Pembroke Wanderers
- France : CA Montrouge et St Germain HC

Et ceux dont le pays est classé dans les places 9 à 12 peuvent engager une équipe :
- Suisse : HC Rotweiss Wettingen
- Italie : HC Bra
- Russie : Dinamo Kazan HC
- Écosse : Kelburne HC

## Phase de Poule

### Groupe A
Les matchs ont eu lieu du 23 au 25 octobre 2009 à Paris (France).
| Pays | Équipes                | Score | Équipes                | Pays |
| ---- | ---------------------- | ----- | ---------------------- | ---- |
|      | Der club an der Alster | 5-1   | HC Rotweiss Wettingen  |      |
|      | HC Bloemendaal         | 7-0   | HC Rotweiss Wettingen  |      |
|      | HC Bloemendaal         | 2-1   | Der club an der Alster |      |

| Rang | Pays | Équipe                 | Points | Joués | Gagnés | Nul | Perdu (écart <2 buts) | Perdus (écart >2 buts) | But Pour | But Contre | Différence |
| ---- | ---- | ---------------------- | ------ | ----- | ------ | --- | --------------------- | ---------------------- | -------- | ---------- | ---------- |
| 1    |      | HC Bloemendaal         | 10     | 2     | 2      | 0   | 0                     | 0                      | 9        | 1          | +8         |
| 2    |      | Der club an der Alster | 6      | 2     | 1      | 0   | 1                     | 0                      | 6        | 3          | +3         |
| 3    |      | HC Rotweiss Wettingen  | 0      | 2     | 0      | 0   | 0                     | 2                      | 1        | 12         | -11        |

### Groupe B
Les matchs ont eu lieu du 9 au 11 octobre 2009 à Barcelone (Espagne).
| Pays | Équipes          | Score | Équipes      | Pays |
| ---- | ---------------- | ----- | ------------ | ---- |
|      | Reading HC       | 4-3   | CA Montrouge |      |
|      | Atletic Terrassa | 4-2   | CA Montrouge |      |
|      | Atletic Terrassa | 2-2   | Reading HC   |      |

| Rang | Pays | Équipe           | Points | Joués | Gagnés | Nul | Perdu (écart <2 buts) | Perdus (écart >2 buts) | But Pour | But Contre | Différence |
| ---- | ---- | ---------------- | ------ | ----- | ------ | --- | --------------------- | ---------------------- | -------- | ---------- | ---------- |
| 1    |      | Atletic Terrassa | 7      | 2     | 1      | 1   | 0                     | 0                      | 6        | 4          | +2         |
| 2    |      | Reading HC       | 7      | 2     | 1      | 1   | 0                     | 0                      | 6        | 5          | +1         |
| 3    |      | CA Montrouge     | 2      | 2     | 0      | 0   | 2                     | 0                      | 5        | 8          | -3         |

### Groupe C
Les matchs ont eu lieu du 23 au 25 octobre 2009 à Paris (France).
| Pays | Équipes           | Score | Équipes           | Pays |
| ---- | ----------------- | ----- | ----------------- | ---- |
|      | East Grinstead HC | 4-1   | KS AZS AWF Poznań |      |
|      | East Grinstead HC | 1-2   | Amsterdam H&BC    |      |
|      | Amsterdam H&BC    | 6-0   | KS AZS AWF Poznań |      |

| Rang | Pays | Équipe            | Points | Joués | Gagnés | Nul | Perdu (écart <2 buts) | Perdus (écart >2 buts) | But Pour | But Contre | Différence |
| ---- | ---- | ----------------- | ------ | ----- | ------ | --- | --------------------- | ---------------------- | -------- | ---------- | ---------- |
| 1    |      | Amsterdam H&BC    | 10     | 2     | 2      | 0   | 0                     | 0                      | 8        | 1          | +7         |
| 2    |      | East Grinstead HC | 6      | 2     | 1      | 0   | 1                     | 0                      | 5        | 3          | +2         |
| 3    |      | KS AZS AWF Poznań | 1      | 2     | 0      | 0   | 1                     | 1                      | 1        | 10         | -9         |

### Groupe D
Les matchs ont eu lieu du 23 au 25 octobre 2009 à Paris (France).
| Pays | Équipes        | Score | Équipes    | Pays |
| ---- | -------------- | ----- | ---------- | ---- |
|      | Club Egara     | 3-2   | HC Bra     |      |
|      | Rot-Weiss Köln | 11-1  | HC Bra     |      |
|      | Rot-Weiss Köln | 3-2   | Club Egara |      |

| Rang | Pays | Équipe         | Points | Joués | Gagnés | Nul | Perdu (écart <2 buts) | Perdus (écart >2 buts) | But Pour | But Contre | Différence |
| ---- | ---- | -------------- | ------ | ----- | ------ | --- | --------------------- | ---------------------- | -------- | ---------- | ---------- |
| 1    |      | Rot-Weiss Köln | 10     | 2     | 2      | 0   | 0                     | 0                      | 14       | 3          | +11        |
| 2    |      | Club Egara     | 6      | 2     | 1      | 0   | 1                     | 0                      | 5        | 5          | 0          |
| 3    |      | HC Bra         | 1      | 2     | 0      | 0   | 1                     | 1                      | 3        | 14         | -11        |

### Groupe E
Les matchs ont eu lieu du 9 au 11 octobre 2009 à Barcelone (Espagne).
| Pays | Équipes              | Score | Équipes              | Pays |
| ---- | -------------------- | ----- | -------------------- | ---- |
|      | RC Polo de Barcelona | 7-2   | Dinamo Kazan HC      |      |
|      | Waterloo Ducks HC    | 3-1   | Dinamo Kazan HC      |      |
|      | Waterloo Ducks HC    | 1-2   | RC Polo de Barcelona |      |

| Rang | Pays | Équipe               | Points | Joués | Gagnés | Nul | Perdu (écart <2 buts) | Perdus (écart >2 buts) | But Pour | But Contre | Différence |
| ---- | ---- | -------------------- | ------ | ----- | ------ | --- | --------------------- | ---------------------- | -------- | ---------- | ---------- |
| 1    |      | RC Polo de Barcelona | 10     | 2     | 2      | 0   | 0                     | 0                      | 9        | 3          | +6         |
| 2    |      | Waterloo Ducks HC    | 6      | 2     | 1      | 0   | 1                     | 0                      | 4        | 3          | +1         |
| 3    |      | Dinamo Kazan HC      | 1      | 2     | 0      | 0   | 1                     | 1                      | 3        | 10         | -7         |

### Groupe F
Les matchs ont eu lieu du 23 au 25 octobre 2009 à Paris (France).
| Pays | Équipes       | Score | Équipes    | Pays |
| ---- | ------------- | ----- | ---------- | ---- |
|      | St Germain HC | 1-7   | KHC Leuven |      |
|      | Beeston HC    | 3-0   | KHC Leuven |      |
|      | St Germain HC | 0-1   | Beeston HC |      |

| Rang | Pays | Équipe        | Points | Joués | Gagnés | Nul | Perdu (écart <2 buts) | Perdus (écart >2 buts) | But Pour | But Contre | Différence |
| ---- | ---- | ------------- | ------ | ----- | ------ | --- | --------------------- | ---------------------- | -------- | ---------- | ---------- |
| 1    |      | Beeston HC    | 10     | 2     | 2      | 0   | 0                     | 0                      | 4        | 0          | +4         |
| 2    |      | KHC Leuven    | 5      | 2     | 1      | 0   | 0                     | 1                      | 7        | 4          | -3         |
| 3    |      | St Germain HC | 1      | 2     | 0      | 0   | 1                     | 1                      | 1        | 8          | -7         |

### Groupe G
Les matchs ont eu lieu du 9 au 11 octobre 2009 à Barcelone (Espagne).
| Pays | Équipes            | Score | Équipes      | Pays |
| ---- | ------------------ | ----- | ------------ | ---- |
|      | Pembroke Wanderers | 4-2   | Kelburne HC  |      |
|      | HC Rotterdam       | 6-0   | Kelburne HC  |      |
|      | Pembroke Wanderers | 1-6   | HC Rotterdam |      |

| Rang | Pays | Équipe             | Points | Joués | Gagnés | Nul | Perdu (écart <2 buts) | Perdus (écart >2 buts) | But Pour | But Contre | Différence |
| ---- | ---- | ------------------ | ------ | ----- | ------ | --- | --------------------- | ---------------------- | -------- | ---------- | ---------- |
| 1    |      | HC Rotterdam       | 10     | 2     | 2      | 0   | 0                     | 0                      | 12       | 1          | +11        |
| 2    |      | Pembroke Wanderers | 5      | 2     | 1      | 0   | 0                     | 1                      | 5        | 8          | -3         |
| 3    |      | Kelburne HC        | 1      | 2     | 0      | 0   | 1                     | 1                      | 2        | 10         | -2         |

### Groupe H
Les matchs ont eu lieu du 9 au 11 octobre 2009 à Barcelone (Espagne).
| Pays | Équipes         | Score | Équipes      | Pays |
| ---- | --------------- | ----- | ------------ | ---- |
|      | UHC Hambourg    | 4-1   | Glenanne     |      |
|      | Grunwald Poznań | 6-1   | Glenanne     |      |
|      | Grunwald Poznań | 2-3   | UHC Hambourg |      |

| Rang | Pays | Équipe          | Points | Joués | Gagnés | Nul | Perdu (écart <2 buts) | Perdus (écart >2 buts) | But Pour | But Contre | Différence |
| ---- | ---- | --------------- | ------ | ----- | ------ | --- | --------------------- | ---------------------- | -------- | ---------- | ---------- |
| 1    |      | UHC Hambourg    | 10     | 2     | 2      | 0   | 0                     | 0                      | 7        | 3          | +4         |
| 2    |      | Grunwald Poznań | 6      | 2     | 1      | 0   | 1                     | 0                      | 8        | 4          | +4         |
| 3    |      | Glenanne        | 0      | 2     | 0      | 0   | 0                     | 2                      | 2        | 10         | -8         |

## Phase Finale
Les huitièmes et les quarts de finale auront lieu du 2 au 5 avril 2010. Les demi-finales et la finale auront lieu le week-end du 22 et 23 mai 2010.

### Qualifiés pour la Phase finale
| Groupe   | 1er du Groupe        | 2e du Groupe           |
| -------- | -------------------- | ---------------------- |
| Groupe A | HC Bloemendaal       | Der club an der Alster |
| Groupe B | Atletic Terrassa     | Reading HC             |
| Groupe C | Amsterdam H&BC       | East Grinstead HC      |
| Groupe D | Rot-Weiss Köln       | Club Egara             |
| Groupe E | RC Polo de Barcelona | Waterloo Ducks HC      |
| Groupe F | Beeston HC           | KHC Leuven             |
| Groupe G | HC Rotterdam         | Pembroke Wanderers     |
| Groupe H | UHC Hambourg         | Grunwald Poznań        |

### Tableau Final
|  | Huitièmes de finale | Huitièmes de finale |                   |                        | Quarts de finale       | Quarts de finale |   |  | Demi-finales | Demi-finales |  |  | Finale      | Finale      |
|  | Huitièmes de finale | Huitièmes de finale |                   |                        | Quarts de finale       | Quarts de finale |   |  | Demi-finales | Demi-finales |  |  | Finale      | Finale      |
|  |                     |                     |                   |                        |                        |                  |   |  |              |              |  |  |             |             |
|  | 3 avril 2010        | 3 avril 2010        |                   |                        | 5 avril 2010           | 5 avril 2010     |   |  | 22 mai 2010  | 22 mai 2010  |  |  | 23 mai 2010 | 23 mai 2010 |
|  | 3 avril 2010        | 3 avril 2010        |                   |                        | 5 avril 2010           | 5 avril 2010     |   |  | 22 mai 2010  | 22 mai 2010  |  |  | 23 mai 2010 | 23 mai 2010 |
|  | HC Bloemendaal      | 6                   |                   |                        | 5 avril 2010           | 5 avril 2010     |   |  | 22 mai 2010  | 22 mai 2010  |  |  | 23 mai 2010 | 23 mai 2010 |
|  | HC Bloemendaal      | 6                   |                   |                        | 5 avril 2010           | 5 avril 2010     |   |  | 22 mai 2010  | 22 mai 2010  |  |  | 23 mai 2010 | 23 mai 2010 |
|  | Club an der Alster  | 2                   |                   |                        | 5 avril 2010           | 5 avril 2010     |   |  | 22 mai 2010  | 22 mai 2010  |  |  | 23 mai 2010 | 23 mai 2010 |
|  | Club an der Alster  | 2                   | HC Bloemendaal    | 3                      |                        |                  |   |  | 22 mai 2010  | 22 mai 2010  |  |  | 23 mai 2010 | 23 mai 2010 |
|  | 3 avril 2010        |                     | HC Bloemendaal    | 3                      |                        |                  |   |  | 22 mai 2010  | 22 mai 2010  |  |  | 23 mai 2010 | 23 mai 2010 |
|  |                     | UHC Hambourg        | 5                 |                        |                        |                  |   |  | 22 mai 2010  | 22 mai 2010  |  |  | 23 mai 2010 | 23 mai 2010 |
|  | UHC Hambourg        | UHC Hambourg        | 5                 | 6                      |                        |                  |   |  | 22 mai 2010  | 22 mai 2010  |  |  | 23 mai 2010 | 23 mai 2010 |
|  | UHC Hambourg        | 4 avril 2010        |                   | 6                      |                        |                  |   |  | 22 mai 2010  | 22 mai 2010  |  |  | 23 mai 2010 | 23 mai 2010 |
|  | Waterloo Ducks HC   | 2                   |                   |                        |                        |                  |   |  | 22 mai 2010  | 22 mai 2010  |  |  | 23 mai 2010 | 23 mai 2010 |
|  | Waterloo Ducks HC   | 2                   | UHC Hambourg      | 3                      |                        |                  |   |  |              |              |  |  | 23 mai 2010 | 23 mai 2010 |
|  | 2 avril 2010        |                     | UHC Hambourg      | 3                      |                        |                  |   |  |              |              |  |  | 23 mai 2010 | 23 mai 2010 |
|  |                     | RC Polo Barcelona   | 2                 |                        |                        |                  |   |  |              |              |  |  | 23 mai 2010 | 23 mai 2010 |
|  | RC Polo Barcelona   | RC Polo Barcelona   | 2                 | 2                      |                        |                  |   |  |              |              |  |  | 23 mai 2010 | 23 mai 2010 |
|  | RC Polo Barcelona   | 22 mai 2010         |                   | 2                      |                        |                  |   |  |              |              |  |  | 23 mai 2010 | 23 mai 2010 |
|  | Reading HC          | 1                   |                   |                        |                        |                  |   |  |              |              |  |  | 23 mai 2010 | 23 mai 2010 |
|  | Reading HC          | 1                   | RC Polo Barcelona | 3                      |                        |                  |   |  |              |              |  |  | 23 mai 2010 | 23 mai 2010 |
|  | 2 avril 2010        |                     | RC Polo Barcelona | 3                      |                        |                  |   |  |              |              |  |  | 23 mai 2010 | 23 mai 2010 |
|  |                     | Rot-Weiss Köln      | 2                 |                        |                        |                  |   |  |              |              |  |  | 23 mai 2010 | 23 mai 2010 |
|  | Rot-Weiss Köln      | Rot-Weiss Köln      | 2                 | 3                      |                        |                  |   |  |              |              |  |  | 23 mai 2010 | 23 mai 2010 |
|  | Rot-Weiss Köln      | 4 avril 2010        |                   | 3                      |                        |                  |   |  |              |              |  |  | 23 mai 2010 | 23 mai 2010 |
|  | Pembroke Wanderers  | 0                   |                   |                        |                        |                  |   |  |              |              |  |  | 23 mai 2010 | 23 mai 2010 |
|  | Pembroke Wanderers  | 0                   | UHC Hambourg      | 3                      |                        |                  |   |  |              |              |  |  |             |             |
|  | 2 avril 2010        |                     | UHC Hambourg      | 3                      |                        |                  |   |  |              |              |  |  |             |             |
|  |                     | HC Rotterdam        | 1                 |                        |                        |                  |   |  |              |              |  |  |             |             |
|  | Amsterdam H&BC      | HC Rotterdam        | 1                 | 3                      |                        |                  |   |  |              |              |  |  |             |             |
|  | Amsterdam H&BC      |                     |                   | 3                      |                        |                  |   |  |              |              |  |  |             |             |
|  | East Grinstead HC   | 2                   |                   |                        |                        |                  |   |  |              |              |  |  |             |             |
|  | East Grinstead HC   | 2                   | Amsterdam H&BC    | 3                      |                        |                  |   |  |              |              |  |  |             |             |
|  | 2 avril 2010, 17h   |                     | Amsterdam H&BC    | 3                      |                        |                  |   |  |              |              |  |  |             |             |
|  |                     | KHC Leuven          | 2                 |                        |                        |                  |   |  |              |              |  |  |             |             |
|  | Beeston HC          | KHC Leuven          | 2                 | 1                      |                        |                  |   |  |              |              |  |  |             |             |
|  | Beeston HC          | 5 avril 2010        |                   | 1                      |                        |                  |   |  |              |              |  |  |             |             |
|  | KHC Leuven          | 3                   |                   |                        |                        |                  |   |  |              |              |  |  |             |             |
|  | KHC Leuven          | 3                   | Amsterdam H&BC    | 3                      |                        |                  |   |  |              |              |  |  |             |             |
|  | 3 avril 2010        |                     | Amsterdam H&BC    | 3                      |                        |                  |   |  |              |              |  |  |             |             |
|  |                     | HC Rotterdam        | 4                 |                        |                        |                  |   |  |              |              |  |  |             |             |
|  | HC Rotterdam        | HC Rotterdam        | 4                 | 2                      |                        |                  |   |  |              |              |  |  |             |             |
|  | HC Rotterdam        |                     |                   | 2                      |                        |                  |   |  |              |              |  |  |             |             |
|  | Club Egara          | 1                   |                   | Match pour la 3e place | Match pour la 3e place |                  |   |  |              |              |  |  |             |             |
|  | Club Egara          | 1                   | HC Rotterdam      | Match pour la 3e place | Match pour la 3e place | 5                |   |  |              |              |  |  |             |             |
|  | 3 avril 2010        | 3 avril 2010        | HC Rotterdam      | 23 mai 2010            | 23 mai 2010            | 5                |   |  |              |              |  |  |             |             |
|  | 3 avril 2010        | 3 avril 2010        |                   | 23 mai 2010            | 23 mai 2010            | Atletic Terrassa | 3 |  |              |              |  |  |             |             |
|  | Atletic Terrassa    | 4                   | RC Polo Barcelona | 3                      |                        | Atletic Terrassa | 3 |  |              |              |  |  |             |             |
|  | Atletic Terrassa    | 4                   | RC Polo Barcelona | 3                      |                        |                  |   |  |              |              |  |  |             |             |
|  | Grunwald Poznan     | 3                   |                   | Amsterdam H&BC         | 4                      |                  |   |  |              |              |  |  |             |             |
|  | Grunwald Poznan     | 3                   |                   | Amsterdam H&BC         | 4                      |                  |   |  |              |              |  |  |             |             |

### Classement Final
| Place              | Équipe                | Résultat                      |
| ------------------ | --------------------- | ----------------------------- |
| Médaille d'or      | UHC Hambourg          | Vainqueur                     |
| Médaille d'argent  | HC Rotterdam          | Finaliste                     |
| Médaille de bronze | Amsterdam H&BC        | Vainqueur Match pour 3e Place |
| 4                  | RC Polo de Barcelona  | Perdant Match pour 3e Place   |
| 5                  | HC Bloemendaal        | Éliminé en 1/4 de finale      |
| 5                  | Rot-Weiss Köln        | Éliminé en 1/4 de finale      |
| 5                  | KHC Leuven            | Éliminé en 1/4 de finale      |
| 5                  | Atletic Terrassa      | Éliminé en 1/4 de finale      |
| 9                  | Club an der Alster    | Éliminé en 1/8e de finale     |
| 9                  | Waterloo Ducks HC     | Éliminé en 1/8e de finale     |
| 9                  | Reading HC            | Éliminé en 1/8e de finale     |
| 9                  | Pembroke Wanderers    | Éliminé en 1/8e de finale     |
| 9                  | East Grinstead HC     | Éliminé en 1/8e de finale     |
| 9                  | Beeston HC            | Éliminé en 1/8e de finale     |
| 9                  | Club Egara            | Éliminé en 1/8e de finale     |
| 9                  | Grunwald Poznań       | Éliminé en 1/8e de finale     |
| 17                 | HC Rotweiss Wettingen | Éliminé au 1er Tour           |
| 17                 | CA Montrouge          | Éliminé au 1er Tour           |
| 17                 | KS AZS AWF Poznań     | Éliminé au 1er Tour           |
| 17                 | HC Bra                | Éliminé au 1er Tour           |
| 17                 | Dinamo Kazan HC       | Éliminé au 1er Tour           |
| 17                 | St Germain HC         | Éliminé au 1er Tour           |
| 17                 | Kelburne HC           | Éliminé au 1er Tour           |
| 17                 | Glenanne              | Éliminé au 1er Tour           |